# Philydor novaesi
Philydor novaesi là một loài chim trong họ Furnariidae.